# Convair B-58 Hustler
El Convair B-58 Hustler ("estafador" en español) fue el primer bombardero operacional de construcción estadounidense capaz de alcanzar la velocidad supersónica de Mach 2. La aeronave fue desarrollada para el Mando Aéreo Estratégico (SAC) de la Fuerza Aérea de los Estados Unidos en la segunda mitad de la década de los años 50. A pesar de su sofisticada tecnología y su capacidad de volar a velocidad de Mach 2, su flexibilidad operacional fue limitada debido a su alto coste operativo y a los cambios en las misiones estratégicas. Esto hizo que su vida operativa fuese relativamente corta, de 1960 hasta 1970. Su papel especializado pudo ser sucedido por otros bombarderos supersónicos norteamericanos, como el FB-111 y, posteriormente, por el B-1 Lancer.

## Desarrollo
En marzo de 1949, el Mando de Investigación Aérea y Desarrollo (ARDC), de la Fuerza Aérea de los Estados Unidos, solicitó la presentación de propuestas para la construcción de un nuevo bombardero supersónico; una vez examinadas, seleccionó las presentadas por Boeing y la División Fort Worth de Consolidated-Vultee, que fue finalmente elegida en agosto de 1952, para desarrollar su nuevo diseño Convair Model 4 bajo el contrato MX-1964.
El 10 de diciembre de 1952, se asignó al proyecto la denominación B-58, y antes de terminar el año, Convair recibió un contrato por 18 aviones. Estos debían estar propulsados por un nuevo motor J79, para el que General Electric recibió simultáneamente otro contrato de desarrollo. 
En junio de 1954, el pedido de 18 aviones se redujo a dos prototipos XB-58 y 11 ejemplares de preproducción YB-58A, así como 31 contenedores de carga de combustible y armas, para instalarlos bajo su fuselaje central. El primero de ellos rodó por la pista de Fort Worth el 31 de agosto de 1956 y realizó su vuelo inicial el 11 de noviembre, pilotado por B. A. Erickson. El 30 de diciembre, todavía sin contenedor externo de carga de armas y combustible, el XB-58 se convirtió en el primer bombardero que superó la velocidad Mach 1. Luego se pidieron 17 YB-58A más, junto a 35 contenedores de bombas MB-1; de esta manera, se elevó a 30 el número de ejemplares disponibles, para el programa de pruebas de la compañía constructora y las pruebas de servicio del ARDC con el 6952ª Escuadrón de Pruebas y el 3958ª Escuadrón de Evaluación Operacional y Entrenamiento, en la base de Carswell.
Entre septiembre de 1958 y 1960, se pidió un total de 86 bombarderos B-58A Hustler de serie, complementados por otros 10 YB-58A de pruebas, modificados posteriormente al estándar de los aparatos de serie, con el fin de equipar a la 43.ª Ala de Bombardeo, basada inicialmente en Carswell y trasladada posteriormente a la base de las Fuerzas Aéreas en Little Rock, Arkansas, y a la 305ª Ala de Bombardeo con base en Bunker Hill, Indiana. 
El 1 de diciembre de 1959 llegaba el primer ejemplar al 65º Escuadrón de Entrenamiento de Tripulaciones en Combate. La 43.ª Ala de Bombardeo se convirtió el 15 de marzo de 1960 en la primera unidad de combate equipada con el nuevo B-58, entrando en servicio operacional el 1 de agosto de dicho año. El 116.º y último B-58A se entregó el 26 de octubre de 1962, y este modelo de bombardero fue retirado del servicio con el Mando Aéreo Estratégico el 31 de enero de 1970. 
El B-58 fue un avión romperrécords en su época. El 12 de enero de 1961, el Comandante Henry Deutschendorf y su tripulación batieron el récord de velocidad sobre circuito cerrado de 2000 km, situándolo en 1708,8 km/h; dos días después, el Comandante Harold E. Confer llevó el récord sobre 1000 km a 2067,57 km/h. El 10 de mayo, el Comandante Elmer Murphy conquistó el trofeo otorgado por Louis Blériot en 1930 para el primer piloto que consiguiera volar a más de 2000 km/h durante un lapso ininterrumpido de 30 minutos. Sesenta días más tarde, el Comandante William Payne y su tripulación realizaron un vuelo directo de Carswell a la ciudad de París, estableciendo en ruta tiempos récord de 3 horas, 39 minutos y 49 segundos desde Washington, y 3 horas, 19 minutos y 51 segundos desde Nueva York; desgraciadamente, el Hustler se estrelló el 3 de junio, en el curso del Festival Aéreo de París. Otro vuelo histórico fue el realizado desde Haneda, en la ciudad de Tokio, hasta la ciudad de Londres, el 16 de octubre de 1963, que situó el récord de duración supersónica en 8 horas y 35 minutos.

## Diseño

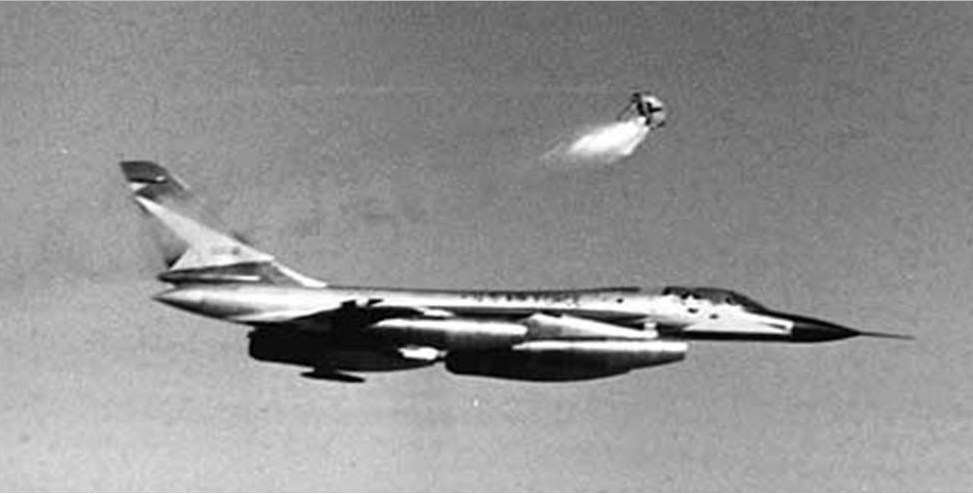
Eyección de una cápsula de salvamento desde un bombardero B-58.

Es un avión bombardero supersónico, grande y pesado, diseñado para realizar misiones de penetración profunda en territorio enemigo, de ataque nuclear y gran alcance en combate, con una configuración de alas en delta especialmente diseñadas para alta velocidad y equipado con 4 potentes motores de turbina bajo sus alas, los mismos motores General Electric J79 de un avión de combate supersónico, utilizados en los aviones Lockheed F-104 Starfighter, Grumman F-11 Tiger y posteriormente, en el afamado caza pesado bimotor McDonnell Douglas F-4 Phantom II.
El diseño resultante quedó configurado como un avión de ataque de peso medio, más ligero que el bombardero subsónico Boeing B-52 Stratofortress, pero de ala en delta, para lograr alcanzar velocidad supersónica, con cuatro potentes motores de turbina instalados bajo las alas en góndolas suspendidas, un fuselaje estilizado y delgado, comparable al diseño del avión de transporte comercial Concorde diseñado en esa misma década, y lo que constituía su característica más novedosa, un largo contenedor de carga ventral (18,90 m) como un pod de carga, instalado bajo el fuselaje central, integrado a su diseño aerodinámico para el transporte de combustible externo.
El pod tenía un nuevo radar de largo alcance en su parte delantera, una bomba nuclear y equipos de guerra electrónica, ocultación de radar, distracción de misiles y lanzadores de bengalas, totalmente integrado al diseño original del avión desde su inicio, que podía ser reemplazado fácilmente por otros contenedores en forma de vaina externa, justo detrás del tren de aterrizaje delantero y proyectado hacia atrás, entre el tren de aterrizaje principal, en forma similar al diseño del bombardero supersónico francés Dassault Mirage IV y al del avión de combate de ala en delta Mirage 50. 
Los tres tripulantes de la nave de ataque, piloto, copiloto y el operador de sistemas defensivos, radar y guía de ataque, que podía controlar a todo el escuadrón de combate sobre territorio enemigo sin ayuda de los radares de base en tierra, se acomodaban en cabinas individuales en tándem, uno detrás de otro, provistas de cápsulas de escape lanzables, para proteger a los pilotos en el momento de una eyección de emergencia, volando a gran altitud y velocidad supersónica; una solución tecnológica muy original y única para su época, pero que no se aplicó en otros aviones de combate por el mayor peso de las cápsulas, su alto coste y por su función muy específica, para un asiento eyectable en una emergencia a alta velocidad y altitud.
Su vida operativa fue muy corta, debido al alto coste de mantenimiento de un avión supersónico, que debía afrontar muchas presiones del aire sobre sus alas, calor, tensión sobre el fuselaje central, el desgaste de los motores y la fatiga sobre las alas, en los vuelos a velocidad supersónica y a gran altitud operativa; también podía volar a baja altitud en vuelos de penetración profunda sobre territorio enemigo y a gran velocidad, pero sus mejores prestaciones de vuelo eran a velocidad supersónica y gran altitud operativa, para lo que fue especialmente diseñado.
Tenía un tren de aterrizaje alto y montado sobre un trípode especial, con barras de doble triángulo. El tren de aterrizaje delantero, con 2 ruedas, se levantaba hacia adelante para guardarse bajo el cono del radar delantero de la aeronave, y el tren de aterrizaje principal tenía 8 pequeñas ruedas a cada lado y se guardaba bajo las alas, se bajaba hacia atrás con unos largos postes que se doblaban con un mecanismo especial de bisagras, para lograr extender la distancia del fuselaje central de la aeronave al suelo, y se guardaban bajo las alas principales, rotando hacia adelante y poder aterrizar a una gran velocidad, por su configuración de ala en delta y con un ángulo muy agudo, sobre pistas de aterrizajes largas y en bases aéreas militares, especialmente acondicionadas para este avión de vuelo supersónico, limitación que fue superada por el posterior diseño de un bombardero con alas de geometría variable, el moderno bombardero B-1 Lancer, que al extender sus alas a media y baja altitud, en el momento de la aproximación final a la pista y durante el aterrizaje, podía aterrizar a menor velocidad en cualquier aeropuerto comercial y en bases aéreas de países aliados.
Sus extraordinarias prestaciones de vuelo convertían al nuevo y sofisticado bombardero supersónico B-58 en un avión único en su tipo y adelantado a su época, que sirvió de diseño para otros aviones posteriores, incluso en la actualidad, su diseño es considerado nuevamente para la fabricación en serie, de nuevos aviones bombarderos supersónicos de largo alcance y con diseño furtivo.
Debido a la aparición de nuevos misiles tácticos con mayor precisión, estos aviones bombarderos supersónicos de largo alcance quedaron obsoletos y no se continuó con el desarrollo de nuevos modelos de producción en serie, debido a su función muy específica de atacar objetivos enemigos en caso de una guerra convencional o nuclear, volando a gran velocidad y altitud operativa, pero recientemente, con los acuerdos de limitación de armas estratégicas START II entre Rusia y Estados Unidos para desmantelar los misiles ICBM, se ha iniciado un nuevo programa de diseño y desarrollo, para la construcción de nuevos aviones bombarderos supersónicos de largo alcance, y serán el nuevo surgimiento de este tipo de aviones bombarderos de ala en delta de diseño futurista, que lograron solucionar con éxito varios problemas de diseño y estaban adelantados a su época.

### Motores
El B-58 es un avión supersónico de cuatro turborreactores, instalados en góndolas suspendidas bajo las alas, en forma similar al del avión de transporte comercial Boeing 707. Estaba equipado con cuatro potentes motores de turbina con postcombustión General Electric J79 de aviones de combate, utilizados en los aviones supersónicos Lockheed F-104 Starfighter y en el caza pesado bimotor McDonnell Douglas F-4 Phantom II, pero con unos pequeños conos en la parte delantera para canalizar la corriente de aire dentro de los motores.
Este potente avión supersónico no tenía conductos de entrada de aire con compuertas variables en las toberas de ingreso de aire a los motores, este diseño de los conductos de entrada a los motores es una fase crítica para el funcionamiento a velocidad supersónica. Los motores de turbina convencionales pueden tomar aire sin perturbación durante el despegue y en vuelo normal hasta la velocidad de Mach 0,5, pero a mayores velocidades, es necesario controlar el flujo de aire que ingresa en los motores; la velocidad del aire que entra a los motores debe ser disminuida desde el Mach 2,0 con conductos de control de flujo de aire.
Estos conductos, instalados delante de los motores, necesitan controlar las ondas de choque supersónicas que se generan a la entrada de los motores de turbina, para evitar graves daños y de alto coste en los motores Si las ondas de aire a velocidad supersónica entran en los motores, estos vibran y se pueden fracturar, se reduce su vida operativa y aumenta su coste de mantenimiento, reparaciones avanzadas, reemplazo de motores antes de tiempo y aumenta el coste de vuelo por hora de la aeronave. 
Para controlar el flujo de aire a los motores en velocidades supersónicas, se instalan rampas a la entrada de los conductos y una abertura de extracción del flujo, las cuales se mueven de posición durante el vuelo para desacelerar el aire que ingresa a los motores y evitar dañarlos, pero el diseño de los motores del B-58, instalados en góndolas bajo las alas, no tenían este sistema de control de flujo de aire a los motores, solamente estaban equipados con unos pequeños conos para canalizar el aire a los mismos. 
Las rampas de ingreso de aire instaladas en modelos posteriores de aviones supersónicos permiten ahorrar combustible y reducir el empuje de los motores, los giros del motor a la velocidad necesaria para mantener la velocidad supersónica durante más tiempo, logrando que los conductos de ingreso de aire a los motores generen más empuje a la aeronave y así poder mantener la velocidad supersónica por más tiempo.

## Variantes
XB-58
Prototipo inicial, 2 construidos.
YB-58A
Avión de preproducción para pruebas de vuelo, 11 construidos.
B-58A
Bombardero estratégico triplaza, supersónico de medio alcance, 86 construidos.
TB-58A
Avión de entrenamiento, 8 aeronaves de preserie YB-58A fueron modificadas para realizar tareas de conversión de pilotos, con doble palanca de mando, un asiento sobreelevado en la segunda cabina, detrás del piloto, y una nueva cubierta acristalada más extensa, a fin de proporcionar visión frontal al instructor y al alumno; se mantuvo el equipo de reabastecimiento en vuelo, pero se eliminaron el radar ASQ-42V de bombardeo y navegación, las contramedidas electrónicas y los sistemas de defensa; el primer TB-58A voló el 10 de mayo de 1960 y fue entregado el 13 de agosto.
NB-58A
Ejemplar único, convertido en vehículo de pruebas para el nuevo motor J93, proyectado para equipar al nuevo diseño de un bombardero estratégico supersónico B-70 Valkyrie y transportado en una góndola ventral, bajo el fuselaje central del avión.
RB-58A
Variante de reconocimiento, con barquilla de equipos de reconocimiento ventral, 17 construidos.
B-58B
Versión no construida con nuevas mejoras de modernización. La USAF estimaba comprar 185 aviones de esta nueva versión mejorada. Proyecto cancelado debido a problemas presupuestarios.
B-58C
Versión no construida. Tenía un nuevo diseño más alargado y con mayor capacidad para transporte de combustible interno y con el nuevo motor J58 de 14 750 kg de empuje, más potente y eficiente, que es el mismo usado por el posterior avión supersónico Lockheed SR-71.

## Operadores
Estados Unidos
- Fuerza Aérea de los Estados Unidos
  - Mando Aéreo Estratégico
    - 43d Bombardment Wing – Carswell AFB, Texas (1960–1964); Little Rock AFB, Arkansas (1964–1970)
    - 305th Bombardment Wing – Bunker Hill (later Grissom AFB), Indiana (1961–1970)
    - Air Force Flight Test Center – Edwards AFB, California (1956–58)

## Especificaciones

### Características generales
- Tripulación: Tres (piloto, copiloto y el operador de sistemas)
- Longitud: 29,5 m (96,8 ft)
- Envergadura: 17,3 m (56,8 ft)
- Altura: 9,6 m (31,4 ft)
- Superficie alar: 143,3 m² (1542 ft²)
- Perfil alar: NACA 0003.46-64.069 raíz, NACA 0004.08-63 punta
- Peso vacío: 25 200 kg (55 540,8 lb)
- Peso cargado: 30 786 kg (67 852,3 lb)
- Peso máximo al despegue: 73 936 kg (162 954,9 lb)
- Planta motriz: 4× turborreactor General Electric J79 -GE-5A.
  - Empuje normal: 69,3 kN (7067 kgf; 15 579 lbf) de empuje cada uno.

### Rendimiento
- Velocidad nunca excedida (Vne): 2123 km/h (1319 MPH; 1146 kt) (Mach 2.0) a 12 000 m
- Velocidad crucero (Vc): 985 km/h (612 MPH; 532 kt)
- Alcance: 3220 km (1739 nmi; 2001 mi)
- Alcance en ferry: 7590 km
- Techo de vuelo: 19 300 m (63 320 ft)
- Régimen de ascenso: 13,7 m/s (2697 ft/min)
- Carga alar: 214,9 kg/m² (44 lb/ft²)

### Armamento
- Cañones: 

  - 1x T-171 Vulcan de 20 mm
- Puntos de anclaje: 4 puntos subalares y 1 ventral con una capacidad de 8823 kg, para cargar una combinación de:  
  - Bombas: Bombas nucleares B43 y B61, o Mk 43 y Mk 61

## Aeronaves relacionadas

### Desarrollos relacionados
- English Electric Canberra

### Aeronaves similares
- Avro Canada CF-105 Arrow
- North American A-5 Vigilante
- Convair F-106 Delta Dart
- Republic F-105 Thunderchief
- FB-111
- B-1 Lancer
- Boeing XB-59
- Dassault Mirage IV
- Avro Vulcan
- Handley Page Victor
- BAC TSR-2
- Miasíshchev M-4
- Myasishchev M-50
- Tupolev Tu-22

### Secuencias de designación
- Secuencia Numérica (interna de Convair): 1 - 2 - 3 - 4 - 5 - 6 - 7 →
- Secuencia B-_ (Bombarderos del USAAC/USAAF/USAF, 1926-1962): ← B-55 - B-56 - B-57 - B-58 - B-59 - B-60 - B-61 →